# 古林博斯帝
古林博斯帝（Gullinbursti），意即「金毛豬」、「金鬃」。他另一個別名是「斯利卓格丹尼」（Sildrugtanni），意即「有恐怖獠牙的豬」。
古林博斯帝是豐收之神弗雷（Freyr）的所有物，弗雷用他來拖曳戰車。「豬」和「馬」都是弗雷的聖獸。在此多產的豬更是華納神族的最愛。古林博斯帝一身金光的毛則代表金色的太陽光，或象徵了地面五穀的成熟。這隻豬是洛基引發在希芙之髮的事件中，由侏儒布洛克（Brokk）和伊特理製作的。這隻豬能在海上和陸地上奔跑，而且速度比馬還快。